# ادريان رولكو
ادريان رولكو (بالتشيكية: Adrian Rolko)‏ (14 سبتمبر 1978 بهرادتس كرالوفه في التشيك - ) هو لاعب كرة قدم تشيكي في مركز الدفاع. لعب مع نادي ملادا بوليسلاف ونادي هراتس كرالوفه و1. HFK Olomouc ‏.

## روابط خارجية
- ادريان رولكو على موقع قاعدة بيانات كرة القدم.إي يو (الإنجليزية)
- ادريان رولكو على موقع Soccerway.com (الإنجليزية)
- ادريان رولكو على موقع عالم كرة القدم.نت (الإنجليزية)